# Günther Stapenhorst
Pour les articles homonymes, voir Stapenhorst.
Günther Gustav von Stapenhorst (né le 25 juin 1883 à Gebweiler, mort le 2 février 1976 à Munich) est un producteur de cinéma allemand.

## Biographie
Fils d'un directeur de gymnasium, il rejoint l'académie de la Marine puis intègre la Kaiserliche Marine en 1900. En 1916, il participe à la bataille du Jutland puis est affecté à l'état-major de la Marine. À la fin de la guerre, il devient korvettenkapitän puis est démobilisé.
Il travaille comme employé de banque puis vendeur à l'export et en 1922 est l'actionnaire d'une société d'exportation de Hambourg. À travers la distribution de films, il intègre cette industrie deux ans plus tard. Il travaille avec Arthur Ziehm dans sa société International Film Exchange jusqu'à sa faillite et est nommé en 1928 directeur de production de l'UFA. Il participe notamment à Émile et les Détectives, la première adaptation d'un roman d'Erich Kästner.
Comme lors de l'arrivée des nazis le cinéma est totalement sous contrôle, il décide d'émigrer en 1935 en Angleterre. Il est auprès d'Alexander Korda comme directeur de production pour la filiale locale de Gaumont et London Film. Au début de la guerre, il s'installe en Suisse. Pour la petite société Élité de Zurich, il produit Verena Stadler. Après la création de Gloriafilm (de) le 19 novembre 1940, il produit quatre autres films en Suisse. Stapenhorst conserve des contacts en Allemagne et postule en 1941, 1942, 1943 pour redevenir directeur de production à l'UFA et est rejeté pour avoir travaillé avec des acteurs d'origine juive. En Suisse, il est soupçonné d'espionnage. À l'automne 1942, il est interdit d'assister au tournage de son film Steibruch. Après des pertes financières, il démissionne de Gloriafilm le 16 juillet 1943 et reste en Suisse jusqu'à la fin de la guerre.
Il revient en Allemagne en 1948 et fonde l'année suivante à Munich la société Carlton-Film. « Stapi », comme ses amis le surnomment, produit durant les années 1950 de nombreux films de divertissement, dont trois adaptations d'Erich Kästner par l'auteur lui-même (Petite Maman, Das fliegende Klassenzimmer, Die verschwundene Miniatur (de)).
Le baron de Stapenhorst épouse en 1911 la comtesse Charlotte von Brockdorff. En 1962, il laisse la direction de l'entreprise à son fils Klaus Stapenhorst (de). Son autre fils Fritz est monteur puis réalisateur, sa fille Lore est scénariste.

## Filmographie
- 1928 : Der Tanzstudent
- 1928 : Die Yacht der sieben Sünden
- 1928 : La Souris bleue (de)
- 1928 : Ihr dunkler Punkt
- 1928 : Adieu Mascotte
- 1929 : Der Sträfling aus Stambul
- 1929 : Wenn Du einmal Dein Herz verschenkst
- 1930 : L'Immortel Vagabond de Gustav Ucicky et Joe May
- 1930 : 'Hokuspokus
- 1930 : 'Ein Burschenlied aus Heidelberg
- 1930 : 'Le Concert de flûte de Sans-Souci
- 1931 : Der kleine Seitensprung
- 1931 : Émile et les Détectives de Gerhard Lamprecht
- 1931 : Ronny
- 1932 : Un homme sans nom (Mensch ohne Namen)
- 1932 : Das schöne Abenteuer (VF : La Belle aventure)
- 1932 : Wie sag ich's meinem Mann?
- 1933 : Morgenrot
- 1933 : Saison in Kairo (VF : Idylle au Caire)
- 1933 : Walzerkrieg (VF : La Guerre des valses)
- 1933 : Les Fugitifs (Flüchtlinge) de Gustav Ucicky
- 1934 : Au bout du monde d'Henri Chomette et Gustav Ucicky
- 1934 : La Jeune Fille d'une nuit (Die Töchter ihrer Exzellenz) de Reinhold Schünzel et Roger Le Bon
- 1934 : Der junge Baron Neuhaus de Gustav Ucicky
- 1934 : Nuit de mai de Gustav Ucicky et Henri Chomette
- 1934 : Prinzessin Turandot (VF : Turandot, princesse de Chine)
- 1935 : Barcarole
- 1935 : Amphitryon (VF : Les dieux s'amusent)
- 1937 : The Great Barrier
- 1937 : Paradise for Two
- 1940 : Verena Stadler
- 1941 : Emil, me mues halt rede mitenand!
- 1942 : Gens qui passent
- 1942 : Steibruch
- 1943 : Matura-Reise
- 1949 : So sind die Frauen / Der Dorfmonarch
- 1950 : Petite Maman
- 1952 : Das weiße Abenteuer (de)
- 1952 : Die Försterchristel (de)
- 1952 : Mandragore (de)
- 1952 : L'Auberge du Cheval-Blanc
- 1953 : Einmal keine Sorgen haben / Einen Jux will er sich machen
- 1953 : Der unsterbliche Lump
- 1953 : La Dernière Valse
- 1954 : Meines Vaters Pferde
- 1954 : Ma chanson te suivra
- 1954 : Les Fruits de l'été
- 1954 : Das fliegende Klassenzimmer
- 1954 : Die verschwundene Miniatur (de)
- 1955 : Tant qu'il y aura des jolies filles
- 1955 : Königswalzer
- 1956 : Des roses pour Bettina
- 1956 : Manöverball
- 1956 : L'Étudiant pauvre (de)
- 1958 : Der Sündenbock von Spatzenhausen (de)
- 1958 : Les Chiens sont lâchés
- 1958 : La Comtesse Maritza
- 1959 : Paprika
- 1959 : Bei der blonden Kathrein (de)
- 1960 : L'Auberge du Cheval-Blanc